# Зозуля (рід)
Зозуля (Cuculus) — рід зозулеподібних птахів родини зозулевих (Cuculidae). Включає 11 видів, що поширені у Старому світі (Євразія, Африка).

## Опис
Це зозулі різного розміру, з тонким тілом, довгим хвостом і міцними ногами. Харчуються в основному великими комахами і волохатимим гусеницями, які викликають огиду у інших птахів; деякі види також їдять фрукти. Вони співочі птахи і видають довгі, пронизливі звуки.
Усі види є гніздовими паразитами і відкладають яйце в гнізда горобцеподібних птахів. Самиця викидає яйце з кладки господаря і замінює його своїм. Зозулине яйце вилупиться раніше за інших і пташеня виросте швидше. У багатьох випадках пташеня позбавляється інших яєць або пташенят-господарів. Яйця завжди дуже схожі на яйця обраного господаря.

## Види
- Зозуля чорна (Cuculus clamosus)
- Зозуля червоновола (Cuculus solitarius)
- Зозуля мала (Cuculus poliocephalus)
- Зозуля сулавеська (Cuculus crassirostris)
- Зозуля короткокрила (Cuculus micropterus)
- Зозуля мадагаскарська (Cuculus rochii)
- Зозуля саванова (Cuculus gularis)
- Зозуля глуха (Cuculus saturatus)
- Зозуля сибірська (Cuculus optatus)
- Зозуля зондська (Cuculus lepidus)
- Зозуля звичайна (Cuculus canorus)